# Francisco Goya

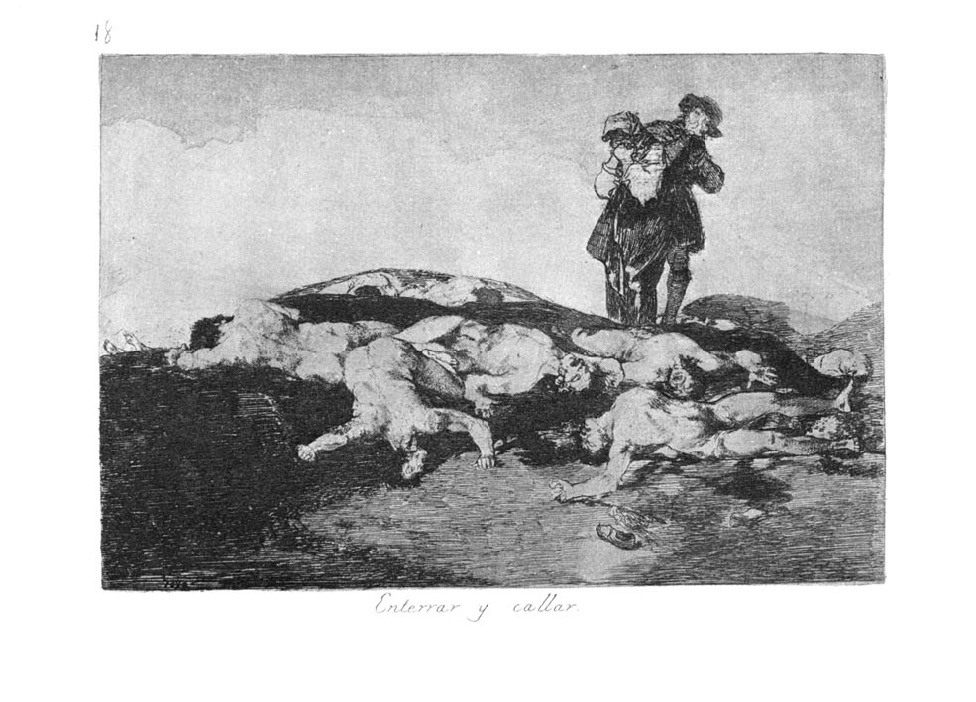
Begraaf ze en wees stil, uit de serie Los desastres de la guerra

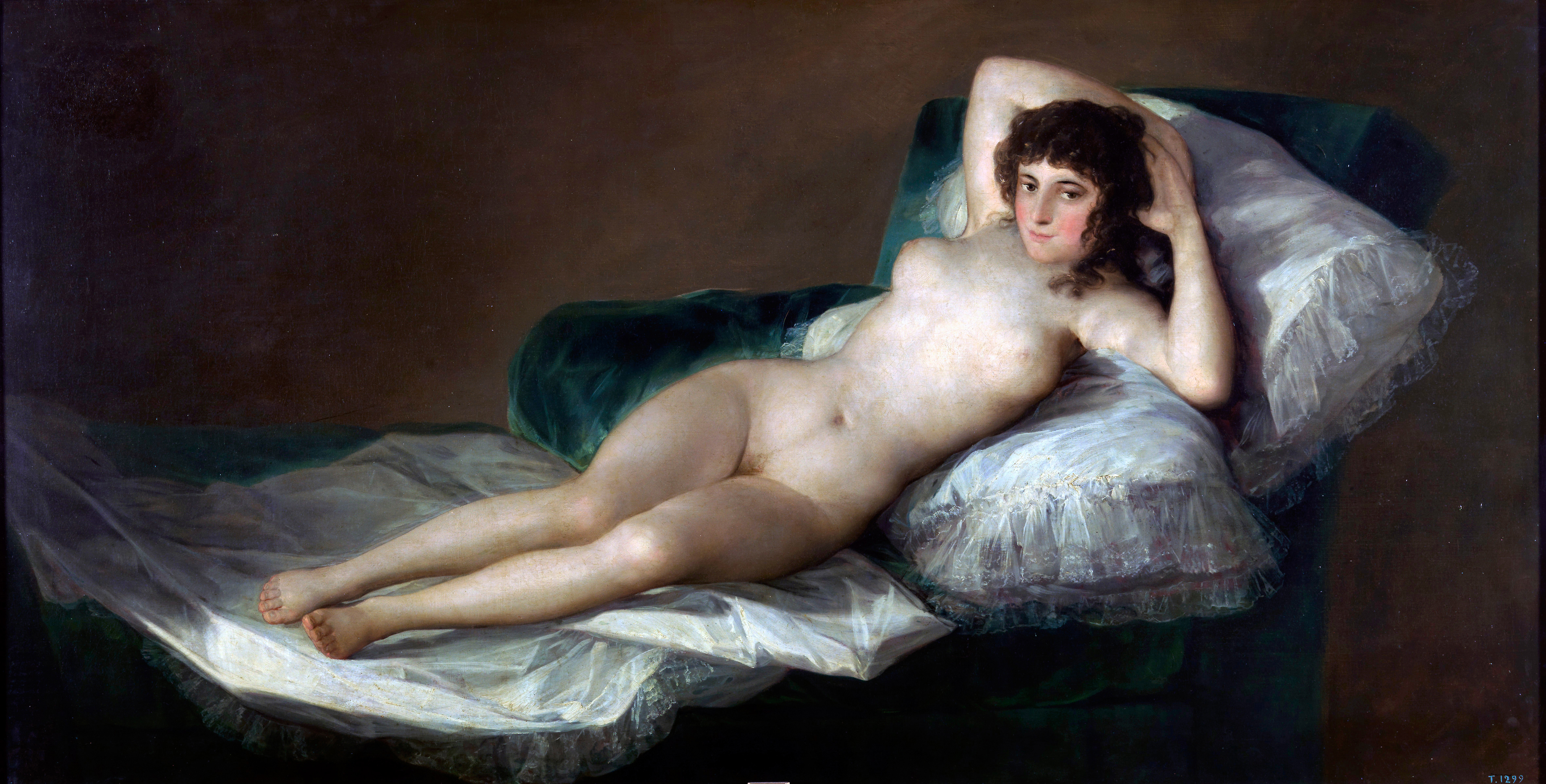
De naakte Maja (La Maja desnuda), ca. 1800, Museo del Prado, Madrid

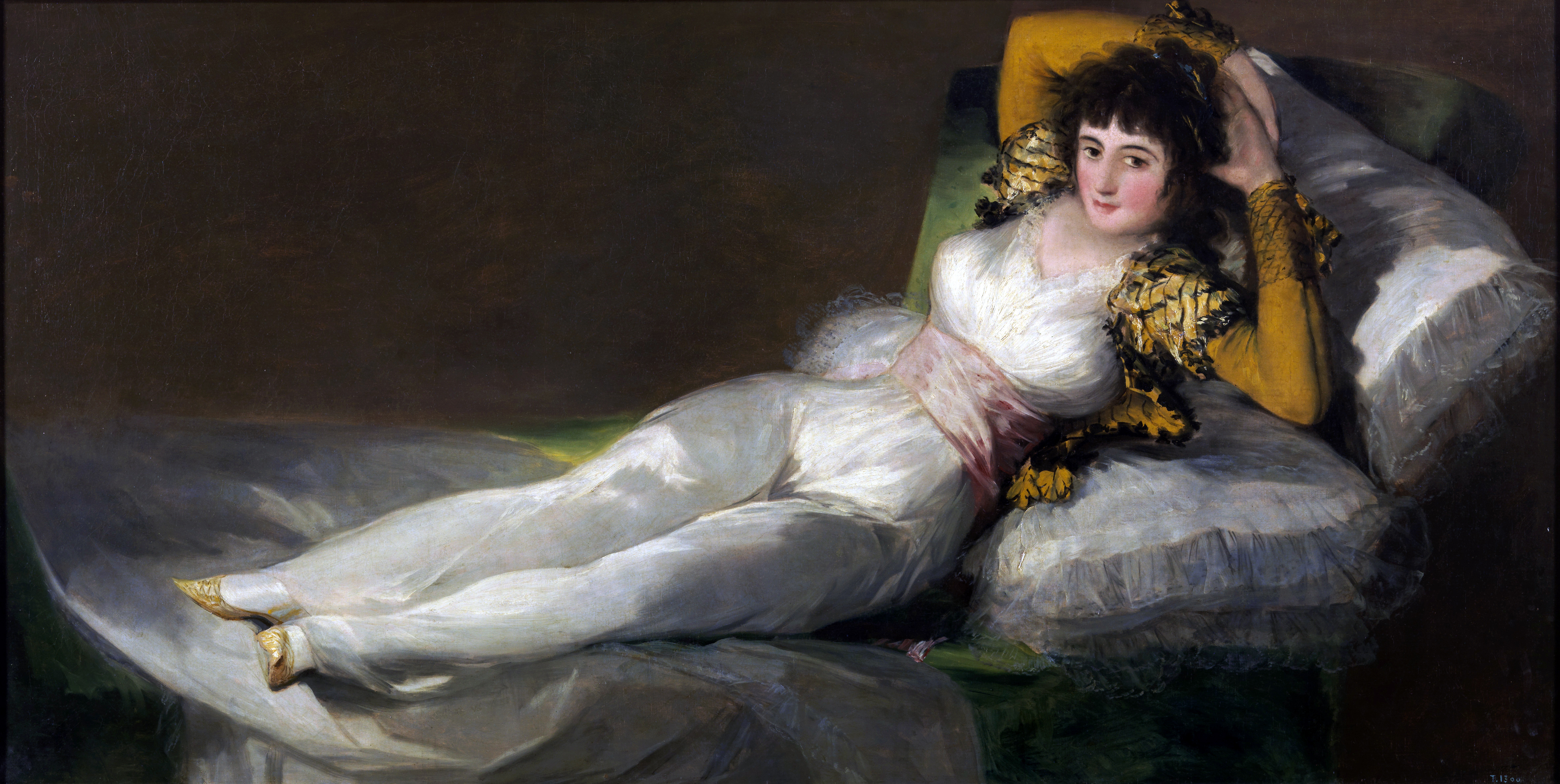
De geklede Maja (La Maja vestida), ca. 1800, Museo del Prado, Madrid

De derde mei van 1808 in Madrid, 1808, Museo del Prado, Madrid

Francisco José de Goya y Lucientes (Fuendetodos, 30 maart 1746 – Bordeaux, 16 april 1828) was een Spaans kunstschilder en graveur.

## Levensbeschrijving

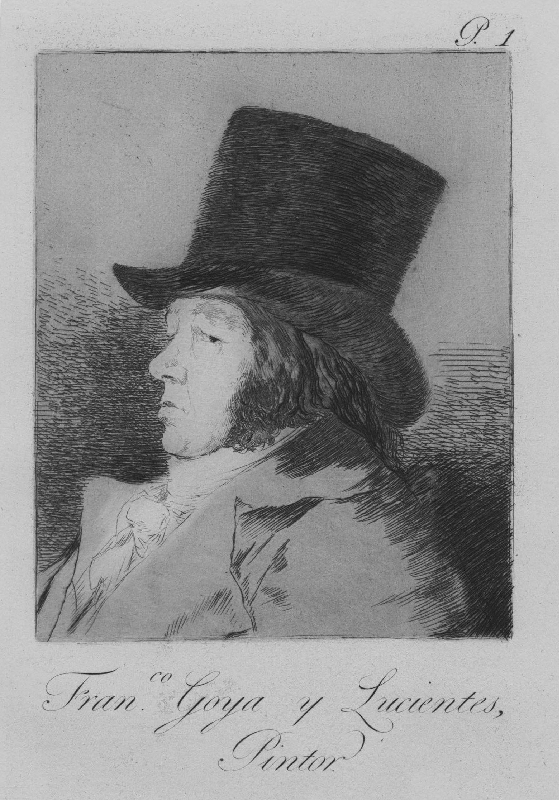
Zelfportret uit de serie Los Caprichos, 1799

Goya werd geboren in Fuendetodos in de provincie Zaragoza, maar verbleef later voornamelijk in Madrid. Aan het jezuïetencollege van Zaragoza werd zijn talent opgemerkt door Pignatelli, een priester afkomstig uit de Italiaanse adel. Die stelde voor dat hij in de leer zou gaan bij José Luzán y Martinez, een van de belangrijkste plaatselijke kunstenaars. Zijn vader had connecties in artistieke kringen en kreeg dit voor elkaar toen Francisco 14 jaar was. Goya zou zich er later over beklagen dat de lessen voornamelijk bestonden uit het kopiëren van gravures van werken van bekende artiesten. Later mocht hij klassieke beelden tekenen. In het streng-katholieke Spanje waren levende naaktmodellen verboden.
Goya trouwde in 1773 met Josefa Bayeu, de zus van Francisco Bayeu, die inmiddels zijn leermeester was geworden.

### Koninklijke familie
Goya had in de jaren 1780 al enige faam en rijkdom verworven dankzij zijn lidmaatschap van de Real Academia de Bellas Artes de San Fernando en gunstige investeringen. Vanaf dan nam zijn carrière een verdere hoge vlucht dankzij zijn benoemingen aan het Spaanse koninklijke hof. In de zomer van 1786 benoemde Karel III van Spanje hem tot "schilder van de koning", de tweede positie na de officiële hofschilder. Hij kreeg de opdracht voor een reeks tapijten en produceerde zes bijzondere werken: Lente, Zomer, Herfst, Winter, De gewonde metselaar en De armen bij de fontein. Na de dood van Karel III in 1788 benoemde diens opvolger Karel IV van Spanje hem in april 1789 tot hofschilder. Hij bleef die positie behouden tijdens de woelige jaren van de Napoleontische oorlogen en de Franse bezetting, ook onder Ferdinand VII van Spanje toen die na de nederlaag van Napoleon zijn troon terug in bezit nam.
De Spaanse Inquisitie was in die tijd machtig en bemoeide zich ook met Goya's werk. Goya maakte naast de schilderijen van hoge geestelijken ook etsen die hij in grote oplagen drukte en die verhandeld werden in vele steden, ook buiten Spanje. Onder andere in zijn serie etsen Los Caprichos liet hij zijn afschuw zien voor de corrupte heerschappij van met name de Kerk, waar hij niettemin veel voor werkte.

### Napoleontische oorlog
Nadat het leger van Napoleon Spanje had bezet, trok hij zich terug in zijn Quinta del Sordo (De villa van de dove). Ook de bloedige Napoleontische invasie vanaf 1808 is terug te zien in de werken van Goya: tussen 1810 en 1814 maakte hij een serie etsen onder de titel Los desastres de la guerra (De gruwelen van de oorlog), waarin hij de gruwelen weergaf die aan beide kanten werden begaan.

Na het vertrek van de Fransen, die tevergeefs hadden getracht de verworvenheden van hun revolutie te exporteren, kwam het repressieve Spaanse koninklijke regime weer terug. Hij keerde zich daarvan af, ging in Frankrijk in vrijwillige ballingschap en stierf uiteindelijk in Bordeaux.
In 1901 werd zijn stoffelijk overschot naar Spanje overgebracht, waarna het in 1919 werd bijgezet in de Ermita de San Antonio de la Florida, een kerk even buiten het centrum van Madrid, waarvan Goya de koepel van fresco's had voorzien.

## Werken
Veel van het werk van Goya hangt in het Museo del Prado in Madrid. Goya werd sterk beïnvloed door de Verlichting. Goya schilderde echter ook historische gebeurtenissen en ontwierp vrolijke scènes in rococostijl voor wandtapijt en gobelins.

### Maja
Twee van Goya's meest beroemde schilderijen zijn De naakte Maja (La Maja desnuda) en De geklede Maja (La Maja vestida). Maja was de benaming voor een knap volksmeisje. Deze twee schilderijen beelden dezelfde vrouw uit, in dezelfde pose, maar respectievelijk naakt en gekleed. De twee schilderijen waren wellicht bedoeld om buiten respectievelijk binnen de deuren van een slaapkamer te hangen. Een andere theorie is dat het schilderij met de aangeklede Maja bedoeld was om de naakte Maja te bedekken.
Het feit dat de naakte vrouw geen Griekse godin of een andere mythologische figuur is, terwijl ze bovendien de beschouwer recht aankijkt, was bijzonder schokkend voor die periode. Goya moest vanwege deze schilderijen voor de Spaanse Inquisitie verschijnen.

### Tapijtontwerpen

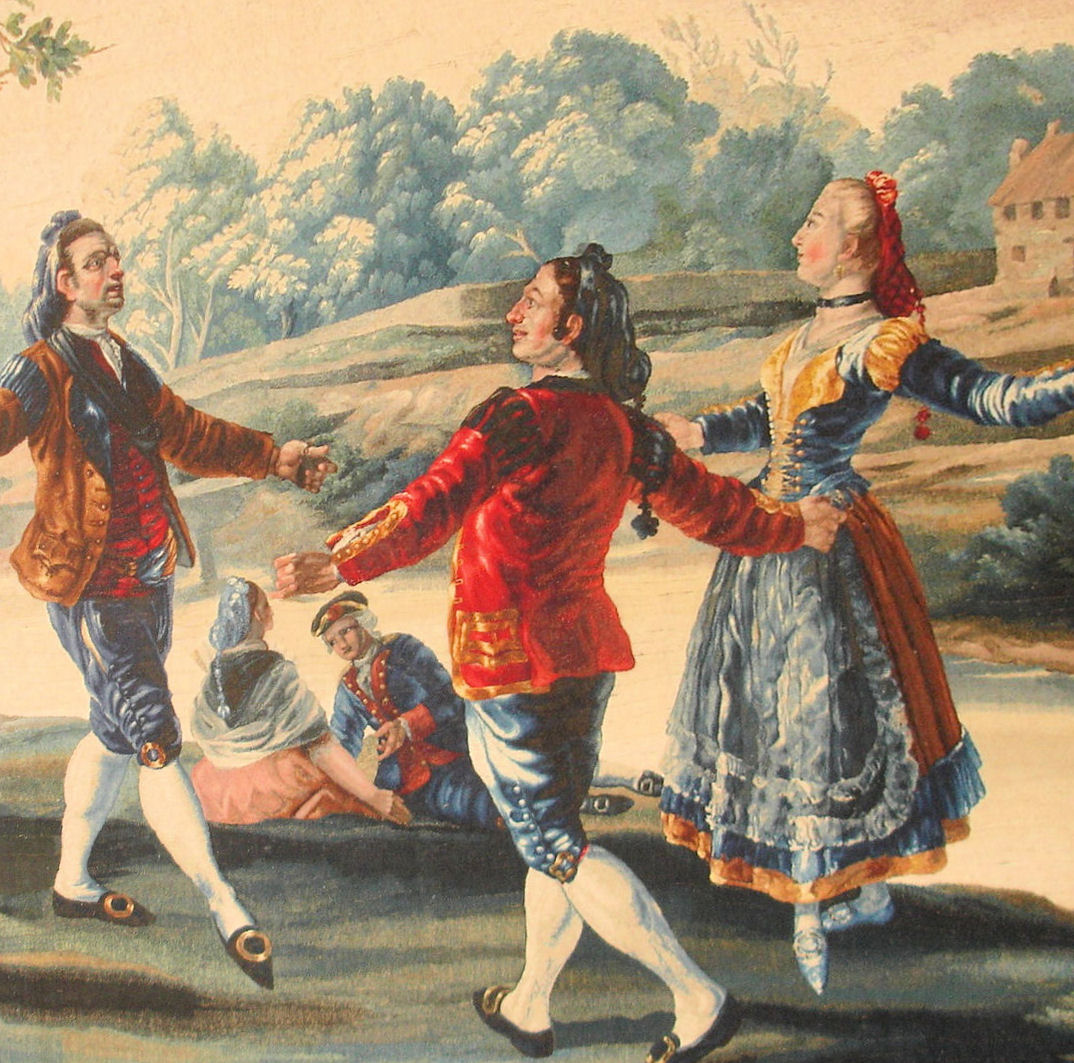
Detail van Baile a orillas del Manzanares in het Goya Salon - Koninklijk Paleis van Brussel

Goya tekende en schilderde verschillende kartons voor polychrome wandtapijten, die door de Koninklijke tapijtmanufactuur van Santa Bárbara werden geknoopt in Madrid. De meeste kartons verbeelden scènes uit de Spaanse folklore. De originele ontwerpen van verschillende tapijten, ontworpen voor het Del Pardo-paleis, zijn bewaard in het Museo del Prado. De tapijten werden vaak als diplomatieke gift verzonden naar bevriende staatshoofden. Zo zond koningin Isabella een vijftal van deze grote kostbare wandtapijten naar het Belgische hof, die in bewaring kwamen van de koninklijke verzameling van België. Deze hangen nog steeds in het Goya-Salon te Brussel. Andere exemplaren bevinden zich in de Spaanse koninklijke verzameling.

## Schilderstijl
Het werk van Francisco Goya behoort qua stijl bij de Romantiek, maar hij werd tevens beïnvloed door het Verlichtingsdenken.
In een toespraak voor de Real Academia de Bellas Artes de San Fernando in 1792 suggereerde hij dat studenten hun kunstenaarstalent vrij moesten kunnen ontwikkelen, en inspiratie moesten kunnen zoeken bij meesters van hun eigen voorkeur eerder dan de doctrines van het neoclassicisme te moeten aanhangen. Zelf beweerde hij dat zijn meesters Velázquez, Rembrandt en de natuur waren, maar zijn werk is moeilijk in hokjes onder te brengen en zijn stijlverscheidenheid is opmerkelijk.
De invloed van Goya op latere kunstenaars is van belang omdat zijn kunst de tradities van destijds ondermijnde. Zowel qua gedachtegoed als qua techniek wees hij de weg naar het realisme en het impressionisme zoals die later zouden worden ontwikkeld door Gustave Courbet, Édouard Manet, Vincent van Gogh, Paul Cézanne en Pierre-Auguste Renoir. Hij liep vooruit richting het expressionisme en het surrealisme. Bovendien schilderde hij subjectief. Zijn nadruk op een scherpe voorgrond en een vagere achtergrond loopt vooruit op de kunst van Manet. Door de werken uit zijn latere periode wordt Goya wel gezien als een voorloper van de moderne kunst.
De bijzondere stijl waarin hij aan het eind van zijn leven schilderde, was grotendeels te wijten aan zijn steeds erger wordende slechthorigheid en aan zijn depressies. Die stijl wordt vaak apart benoemd: de benaming Zwarte Schilderijen slaat niet alleen op de kleurloosheid van veertien oorspronkelijk als muurschilderingen opgevatte werken uit die tijd maar eveneens op de duistere en soms wrede onderwerpen zoals Saturnus die zijn zoon verslindt en Twee mannen die vechten met een stok.

## Musea
Goya's schilderijen zijn in vele musea te zien, onder andere in:
- Museo del Prado in Madrid
- Museo Goya - Colección Ibercaja - Museo Camón Aznar in Zaragoza
- Museo Lázaro Galdiano in Madrid
- Louvre in Parijs
- Hermitage in Sint-Petersburg
- Museum of Fine Arts in Boston
- National Gallery of Art in Washington D.C.
- Metropolitan Museum of Art in New York
- National Gallery in Londen
- Museum De Reede in Antwerpen
- Musée Goya in Castres

Goya was ook een voorloper van het realisme. Hij stelde immers het eigentijdse kwaad aan de kaak. Hij is een van de eerste kunstenaars die eigentijdse verschrikkingen als onderwerp koos. In andere opzichten behoort hij echter wel nog tot de romantische stroming.

## Biografieën
- Goya, door Lion Feuchtwanger (biografische roman)
- Goya, door Robert Hughes, 2003.
- Goya, door Flora Sandström, ca.1950 The dancing giant. Nederlandse titel: klokken luiden in Saragossa.

## Films
Het leven van Goya is in verscheidene films geportretteerd:
- Goya, Crazy Like a Genius (2012), een documentaire door Ian MacMillan, gepresenteerd door kunstcriticus Robert Hughes.
- Goya's Ghosts (2006), Spaans-Amerikaans drama geregisseerd door Miloš Forman. Stellan Skarsgård gaf gestalte aan Goya.
- Volavérunt (1999), Spaans historisch drama geregisseerd door Bigas Luna en gebaseerd op de roman van Antonio Larreta.
- Goya en Burdeos (1999), Spaans historisch drama geschreven en geregisseerd door Carlos Saura over het leven van Goya die werd vertolkt door Francisco Rabal.
- Goya - Der lange Weg der Erkenntnis (1971), Oost-Duits drama geregisseerd door Konrad Wolf.
- The Naked Maja (1958), Italiaans-Frans-Amerikaans historisch drama geregisseerd door Henry Koster over Goya en de dertiende hertogin van Alba. Anthony Franciosa vertolkte de schilder en Ava Gardner speelde de hertogin van Alba.

- Auckland Art Gallery Toi o Tāmaki: 2517
- Art Gallery of South Australia: 3263
- Bibsys: 90104836
- Biblioteca Nacional de Chile: 000044943
- Biblioteca Nacional de España: XX947939
- Bibliothèque nationale de France: cb11905615r (data)
- Catàleg d'autoritats de noms i títols de Catalunya: 981058521579706706
- CiNii: DA01827552
- Digitale Bibliotheek voor de Nederlandse Letteren: goya001
- Gemeinsame Normdatei: 118541064
- International Standard Name Identifier: 0000 0001 2280 1608
- KulturNav: 124c6e5c-c16f-4b76-9f87-07b1a861641b
- Library of Congress Control Number: n79003363
- Nationale Bibliotheek van Letland: 000008504
- MusicBrainz: 7d71c8b7-d756-474f-aefc-ae015d213124
- Bibliotheek van het Japanse parlement: 00441444
- National Gallery of Victoria: 985
- Nationale Bibliotheek van Tsjechië: jn19990002799
- Nationale bibliotheek van Australië: 36545788
- Nationale Bibliotheek van Israël: 987007261794805171
- Nationale Bibliotheek van Polen: a0000001179048
- Nationale en Universitaire bibliotheek Zagreb: 000036834
- Nederlandse Thesaurus van Auteursnamen: 068321201
- RKD-Nederlands Instituut voor Kunstgeschiedenis: 33102
- Istituto Centrale per il Catalogo Unico: CFIV041101
- LIBRIS: 188508
- SNAC: w6s46v39
- Système universitaire de documentation: 027323765
- Museum of New Zealand Te Papa Tongarewa: 911
- Trove: 1284316
- Union List of Artist Names: 500118936
- Virtual International Authority File: 54343141
- WorldCat: E39PBJdx6gQyfHDbXkhmkxXPQq